# Мазено, Шарль Жозе Эжен де
Шарль Жозе́ Эже́н де Мазено́  (фр. Charles Joseph Eugène de Mazenod; 1 августа 1782[…], Экс-ан-Прованс — 21 мая 1861[…], Марсель) — святой Римско-Католической Церкви, епископ, монах, основатель мужской монашеской конгрегации «Миссионеры Облаты Непорочной Марии» (OMI).

## Биография
Шарль Жозе Эжен де Мазено родился в аристократической семье на юге Франции, в городе Экс-ан-Прованс, столице Прованса . Во время Французской революции его семья была вынуждена из-за преследований эмигрировать в Италию. Через несколько лет он возвратился в родной дом уже без отца, покинувшего семью. 
В 1806 году Шарль де Мезено, после духовного обращения, поступил в духовную семинарию в Париже. В 1811 году был рукоположён в священника и вернулся в родной город, где стал заниматься пастырской и благотворительной деятельностью среди бедных и нуждающихся. В 1816 году основал священническое братство, которое получило название «Миссионеры Прованса». Целью этой организации стала проповедь христианства на провансальском языке. 17 февраля 1826 года Устав этой организации был утверждён Святым Престолом с названием «Миссионеры Облаты Непорочной Девы». 
14 октября 1832 года Шарль Жозе Эжен де Мазено был рукоположён в епископа. 
Умер 21 мая 1861 года.

## Прославление
19 октября 1975 года Шарль Жозе Эжен де Мазено был причислен к лику блаженных римским папой Павлом VI. 3 декабря 1995 года был причислен к лику святых Римским папой Иоанном Павлом II.